# Multiple choice
Multiple choice (dansk: flere valgmuligheder) er en statistisk metode til dataindsamling. På grund af metodens enkelhed benyttes den ofte ved prøver, fx i skoler, og ved kvalitative undersøgelser (fx rundspørger) i socialforskningen. Der stilles et spørgsmål eller fremsættes en påstand, og gives flere forskellige svarmuligheder, som den spurgte kan vælge imellem. For det meste er der tre eller fire svarmuligheder, men der kan også være væsentligt flere.
Den første brug af multiple choice tilskrives Frederick J. Kelly og dateres til 1914, hvor Kelly brugte den på Kansas-Universitetet i USA. En af de første anvendelser af multiple choice var en vurdering af evnerne hos rekrutterne til første verdenskrig. I dagens Danmark anvendes Multiple choice-metoden ved teori-prøven til kørekort, ved tests i folkeskolen, til folketingsvalg og mange andre steder.

## Multiple choice som testmetode i uddannelser

### Fordele
Der er flere forskellige fordele ved multiple choice-metoden. Besvarelsen af en test inden for et givent område foregår hurtigere, fordi der ikke skal formuleres svar, ligesom der heller ikke skal argumenteres for de(t) valgte svar. Det er også hurtigere at rette en multiple choice-test, da svaret ikke skal vurderes, men blot er enten rigtigt eller forkert. Rettelsen af en multiple choice-test kan også foretages af en computer, hvilket nedsætter varigheden yderligere.

### Ulemper
Multiple choice-tests har også ulemper. En af disse er, at elevens viden ikke vurderes lige så nøjagtigt som ved en fri besvarelse. Hvis eleven ved noget om spørgsmålet, men ikke nok til at svare rigtigt, får eleven således 0 point. Det samme gælder for elever, der ved mere end nødvendigt for at svare rigtigt på spørgsmålet; et rigtigt svar giver 1 point uanset hvilke overvejelser der ligger bag.
Multiple choice-tests har også et element af tilfældighed idet elevens resultat afhænger af, hvor heldig vedkommende har været med sine gæt på de spørgsmål som eleven ikke kan besvare. Dette kan eleven udnytte ved at sørge for at besvare alle spørgsmål selvom vedkommende egentlig ikke har nået at overveje svarene. I nogle tests er der dog taget forholdsregler mod dette, idet ubesvarede spørgsmål bliver belønnet højere end forkert svar.
Hvis et spørgsmål ikke er formuleret helt klart og entydigt kan besvareren komme i en situation hvor vedkommende svarer forkert, selvom han/hun egentlig har ret. I en test hvor man selv skal formulere sit svar er det muligt at argumentere for sit synspunkt og dermed opnå point.